# Listni zavrtač divjega kostanja
Listni zavrtač divjega kostanja ali kostanjev zavitkar (znanstveno ime Cameraria ohridella) je vrsta nočnih metuljev iz družine zavitkarjev, razširjena po večjem delu Evrope. Njegove gosenice se prehranjujejo z vrtanjem po listih navadnega divjega kostanja, ki zaradi okužbe rjavijo in odpadajo, zaradi česar vrsto obravnavamo kot škodljivca v okrasnih nasadih.

## Opis
Odrasel metulj zraste do 5 mm v dolžino in ima bleščeče rjava sprednja krila s tankimi srebrnimi prečnimi črtami. Zadnja krila so temnosiva z dolgimi ščetinami ob robu. Samica izleže 20 do 40 jajčec posamič na zgornjo listno ploskev. Po 2–3 tednih se izležejo gosenice, ki se nato razvijajo skozi sedem stadijev, od teh se prvih pet prehranjuje, v zadnjih dveh pa se žival pripravlja na preobrazbo. V prvem stadiju izvrta le drobno jamico ob žili in sesa rastlinske sokove iz nje, nato pa začne obžirati notranjost lista. Do tretjega stadija ima rov v obliki lise premer 8 mm, v kasnejših stadijih zraste do nekaj kvadratnih centimetrov. Ličinka se zabubi približno štiri tedne po izvalitvi in približno dva tedna kasneje se preobrazi v odraslo žival. Če je v listu prisotnih več ličink, se lahko rovi združijo in obsegajo ves list, vendar to vodi v visoko smrtnost zaradi tekmovanja za prostor in hrano. V vročih in suhih razmerah v Južni Evropi se lahko na leto zvrsti pet rodov, v Zahodni Evropi pa povprečno trije. Zadnji rod v stadiju bube preživi zimo in se aktivira naslednjo sezono, lahko več kot pol leta kasneje. Bube so zelo odporne na mraz in preživijo tudi temperature do −23 ºC, zato populacija ostane močna tudi po ostrih zimah.
Po obliki obžrtih zaplat na listih je možno napad listnega zavrtača divjega kostanja zamenjati za okužbo z glivo Guignardia aesculi, toda madeži, ki jih povzroča gliva, imajo za razlikov od rovov gosenice običajno rumeno obrobo. Bube so podobne bubam metuljev iz rodu Phyllonorycter, od katerih jih je možno ločiti po močnih stranskih bodicah na prvih petih členih zadka in odsotnosti kavlja na konici zadka (t. i. cremaster).

## Taksonomija in razširjenost
Vrsto so prvič opazili ob izbruhu leta 1984 na obali Ohridskega jezera severno od Ohrida v današnji Severni Makedoniji, formalno je bila opisana dve leti kasneje. Ob kasnejših pregledih so gosenice odkrili v posušenih listih v herbarijskih polah različnih botanikov, ki so nabirali material na širšem območju (vključno z Albanijo in Grčijo), najstarejše iz leta 1879.
Analiza genetske raznolikosti je pokazala, da je južni Balkan verjetno res izvorno območje razširjenosti. Kaže, da je prišlo do preskoka med naravnimi sestoji divjega kostanja v hribovitih predelih današnje Severne Makedonije, Albanije in severa Grčije na kostanjeve nasade v urbanih območjih, nato pa je prišlo do eksplozivne širitve proti severu. Od 30 prepoznanih haplotipov so preostanek Evrope poselili le trije, od tega je en dominanten. To povezujejo z nerazvitostjo regije, kjer se je šele proti koncu 20. stoletja razvilo cestno omrežje in omogočilo hitro razširjanje. Iz izvornega območja razširjenosti se je do začetka 1990. let vrsta razširila po preostanku Balkana in prišla do Avstrije (1989), nato pa v malo več kot 20 letih od tam naselila večino Evrope: do leta 2002 so jo opazili vse do Francije in Belgije na zahodu, Švedske in Velike Britanije na severu ter Ukrajine na vzhodu. Območje razširjenosti se še vedno širi in postopoma dosega meje razširjenosti divjega kostanja. V Sloveniji so vrsto prvič opazili leta 1994 v okolici Ormoža in Novega mesta, v roku petih let pa je bila prisotna že v vseh regijah.

## Ekologija in pomen
Glavni gostitelj gosenic listnega zavrtača divjega kostanja je navadni divji kostanj, lahko pa se razvijajo tudi na rdečem divjem kostanju (Aesculus pavia) in ostrolistnem (Acer platanoides) ter belem javorju (Acer pseudoplatanus), če ni najprimernejše hrane v bližini.
Ker se razvije več rodov letno, lahko vrsta iz začetne točke napada hitro kolonizira celotno drevo. Gosenice povzročijo rjavenje krošnje že pozno poleti in odpadanje listov, pri čemer pa ne kaže, da bi bistveno negativno vplivale na preživetje drevesa, saj naj bi bili fotosintetski procesi močneje ovirani šele pozno v sezoni. Tudi močno okužena drevesa se normalno olistajo naslednje leto, lahko pa okužba negativno vpliva na tvorbo plodov in s tem razmnoževanje.
V večini Evrope, kamor se je razširila nedavno, vrsta nima specializiranih naravnih sovražnikov. Gosenice plenijo generalistični plenilci, predvsem plavčki, velike sinice in močvirske sinice. Manj pomemben plenilec je kobilica primorska hrastovka (Meconema meridionale), pred manjšimi plenilskimi členonožci, kot so pršica vrste Euseius finlandicus in ličinke polonic ter mrežekrilcev, pa so gosenice zaščitene v svojih rovih.